# Achtsam Morden
Achtsam Morden ist eine deutsche Fernsehserie. Es ist eine Serienverfilmung der gleichnamigen Kriminalromanreihe des deutschen Autors und Rechtsanwalts Karsten Dusse, die für Netflix produziert wurde. Die Veröffentlichung der ersten Staffel fand am 31. Oktober 2024 statt. Im Dezember 2024 kündigte Netflix an, die zweite Staffel in Auftrag zu geben.

## Handlung

### Staffel 1
Björn Diemel arbeitet als viel beschäftigter Strafverteidiger in einer Kanzlei. Weil er einen nicht vorzeigbaren Mandanten – den Mafiaboss Dragan Sergowicz – betreut, hat er keine Aussicht, Partner der Kanzlei werden zu können. In seinem Beruf bleibt nur wenig Zeit für seine Ehefrau Katharina und seine kleine Tochter Emily. Bevor seine Ehe an der Belastung zerbricht, gab ihm Katharina die Gelegenheit, den Therapeuten Joschka Breitner aufzusuchen. Dieser eröffnet Björn, wie er durch Achtsamkeit eine bessere Work-Life-Balance erreicht und mehr Zeit mit seiner Familie erhält.
Nur leider kommt es zu einem unschönen Zwischenfall mit seinem Klienten Dragan Sergowicz, der sich selbst in große Schwierigkeiten brachte und Diemel mitreißen will. Diemel setzt jedoch auch hier die erlernten Regeln der Achtsamkeit um, womit er sein verkompliziertes Leben wieder in den Griff bekommen will. Mithilfe seiner Klienten aus dem organisierten Verbrechen gelingt es ihm, eine Kindertagesstätte zu übernehmen, womit sowohl seine Tochter endlich einen Kitaplatz hat, als auch Katharina wieder mehr Vertrauen zu ihm fasst. Mit innerlicher Gelassenheit hält er sich seine alte Bekannte Nicole vom Hals, die wegen des Mordes an Sergowicz ermittelt. Als Björn Nicoles Tochter ebenfalls einen dringend benötigten Kitaplatz verschafft, fasst auch Nicole wieder Vertrauen in Björn. Sascha, die rechte Hand von Dragan wird zum Leiter der Kita und Erzieher. Björn schafft auch Clanchef Boris – Dragans Widersacher – durch Achtsamkeit beiseite.

## Episodenliste

### Staffel 1
| Nr. (ges.) | Nr. (St.) | Originaltitel     |
| ---------- | --------- | ----------------- |
| 1          | 1         | Atmen             |
| 2          | 2         | Glück             |
| 3          | 3         | Angst             |
| 4          | 4         | Unverschämtheiten |
| 5          | 5         | Panik             |
| 6          | 6         | Brainstorming     |
| 7          | 7         | Wut               |
| 8          | 8         | Tod               |

Am 31. Oktober 2024 wurden alle Folgen der ersten Staffel gleichzeitig bei Netflix veröffentlicht.

## Produktion
Netflix kündigte im Februar 2022 die achtteilige Fernsehserie mit Tom Schilling in der Hauptrolle an. Im November 2023 begannen unter der Regie von Martina Plura und Max Zähle die Dreharbeiten. Das Drehbuch schrieben Doron Wisotzky, Anneke Janssen und Michael Kenda. Produziert wird die Serie von Jan Ehlert und Nina Viktoria Philipp, Executive Producers sind Oliver Berben und Jan Ehlert.
Am 18. Dezember 2024 gab Netflix die Produktion einer zweiten Staffel bekannt, die 2025 gedreht werden soll.

## Streaming-Erfolg
Staffel 1 war in der Woche nach Veröffentlichung weltweit die Nummer 1 in der Kategorie TV (Non-English). Insgesamt war sie 3 Wochen lang in den weltweiten Top 10.

## Rezeption
David Hollingsworth (whattowatch) beschreibt die Serie als „violently funny“ (heftig lustig).
Craig Mathieson beschrieb die Serie für The Age als eine schwarze Komödie, die bekannte Genregrenzen verwischt.

“Murder Mindfully takes a high-concept premise and makes it relatable, thanks to sharp writing and Tom Schilling’s performance.”

„Achtsam Morden nimmt eine hochkarätige Prämisse und dank des scharfsinnigen Schreibstils und der Leistung von Tom Schilling kann sich der Zuschauer hineinversetzen.“

“Murder Mindfully delivers a thoroughly enjoyable ride. With great characters and a surprising plot, the series keeps the viewer invested in its world, even if it lacks the highs of truly great television.”

„Achtsam Morden bietet eine rundum unterhaltsame Fahrt. Mit großartigen Charakteren und einer überraschenden Handlung hält die Serie den Zuschauer in ihrer Welt gefangen, auch wenn ihr die Höhepunkte eines wirklich großartigen Fernsehens fehlen.“